# Баскет-хол (Казань)
«Баскет-хол» — крита багатофункціональна спортивна арена в місті Казань, перший в Росії баскетбольний палац. Є домашньою ареною для баскетбольного клубу «УНІКС» (Суперліга А), один з об'єктів Універсіади 2013 в Казані. Також Баскет-хол використовується для проведення концертів, семінарів та інших громадських заходів.

## Історія
У зв'язку з тим, що університетський культурно-спортивний комплекс КСК УНІКС не задовольняв потреб баскетбольного «УНІКСу», керівництвом клубу, міста та республіки було ухвалено рішення про будівництво спеціалізованої арени. «Баскет-хол» спроєктовано місцевим інститутом «Татінвестгромадянпроект» за участю іноземних субпідрядників. Побудований турецькою фірмою «Одак». У 2002 році було введено в експлуатацію Малу залу, а в серпні 2003 року — Велику арену. У 2005 році арена отримала першу премію «ГРОСС — Спортивна індустрія Росії» в номінації «Найкращий спортивний комплекс Росії».
З 2004 року «Баскет-хол» приймає великі міжнародні, а також всеросійські змагання з баскетболу (наприклад, «Фінал чотирьох» Ліги ФІБА-Європа), волейболу, художній гімнастиці, важкій атлетиці, бадмінтону, комплексному єдиноборству. У квітні 2011 року в «Баскет-Холлі» пройшов чемпіонат Європи з важкої атлетики, у 2015 році — чемпіонати світу та Європи з акробатичного рок-н-ролу.
У комплексі з концертами виступали A-ha, Deep Purple, ДДТ, Патрісія Каас, Микола Басков та інші відомі колективи та виконавці, традиційно проводяться республіканські та міські свята врожаю, новорічної ялинки, останнього шкільного дзвінка, тверезості тощо.
До появи палацу волейболу «Санкт-Петербург» «Баскет-хол» був також домашньою ареною волейбольного клубу «Зеніт» (колишній «Динамо-Таттрансгаз»).
14-21 серпня 2021 року пройшов Чемпіонат Європи зі змішаних бойових єдиноборств (ММА).

## Цікаві факти
- За аналогічним проєктом пізніше збудовано арени в Калінінграді (СК «Янтарний», 2009) та Краснодарі (СК «Баскет-хол», 2011).
- У жовтні 2011 року, в рамках підготовки до старту БК УНІКС у Євролізі УЛЕБ, арена була обладнана новими відеобортами виробництва компанії Ната-Інфо . Відеоборт з кроком 16 мм складається із 6 секцій з розміром інформаційного поля 6400X640 мм кожна. Це відповідає вимогам чинного технічного регламенту ФІБА.
- Вгорі всіх ребрів корпусу будівлі встановлені малі архітектурні форми у вигляді величезних помаранчевих баскетбольних м'ячів.